# Bitúriges

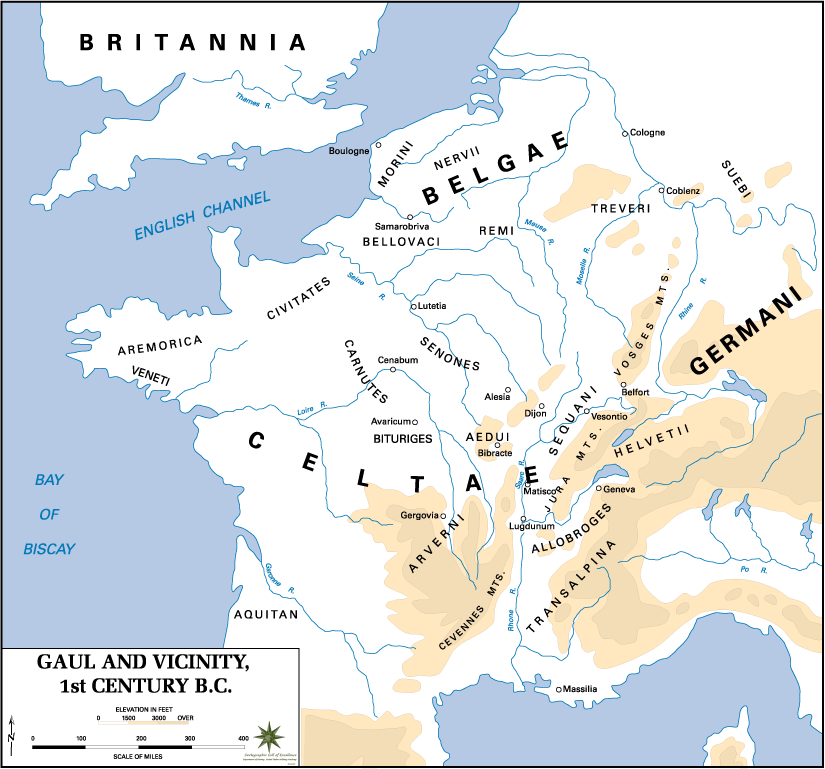
Visão geral da Gália celta e da posição dos bitúriges frente aos demais povos celtas da região.

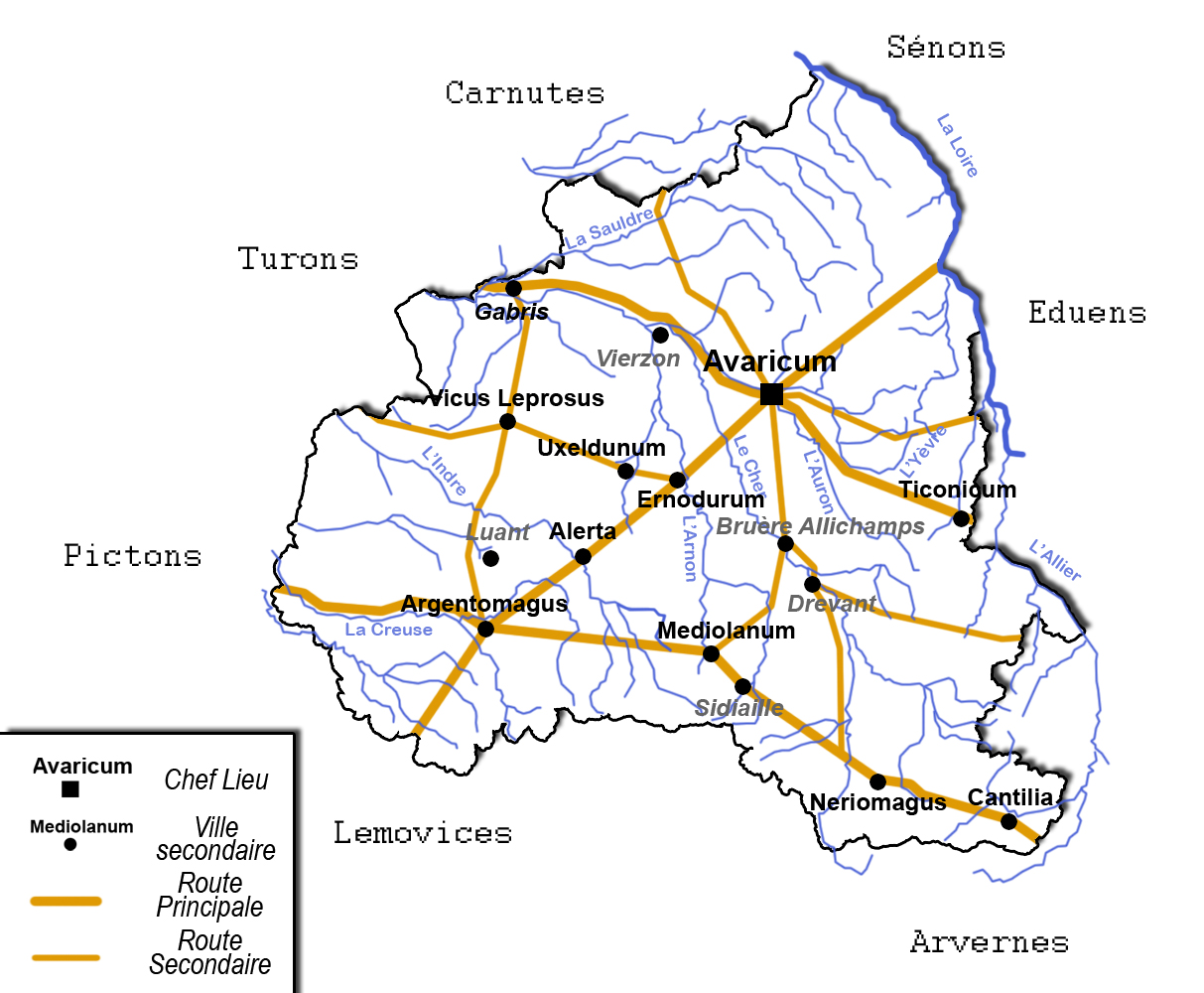
Detalhe do território dos bitúriges no

Bitúriges cubos (em latim: Bituriges cubi) foi uma tribo da Gália celta cuja capital era Avárico (moderna Bourges, na França). Seu nome supostamente significaria "reis do mundo".
Era uma das diversas tribos que, aparentemente, acabaram se dividindo, com os bitúriges cubos se assentando perto de Burges (província de Berry) e os bitúriges viviscos, perto de Burdígala (moderna Bordéus, na França).

## História
De acordo com Lívio, durante o reinado de Tarquínio Prisco, os bitúriges, governados por Ambicatos, eram a potência dominante na Gália celta e forneciam frequentemente os indivíduos considerados reis de todos os celtas. Devido à crescente sobrepopulação, Ambicatos enviou os seus filhos, Beloveso e Segoveso, com todos aqueles que os quisessem acompanhar, a onde os deuses decidissem. A Segoveso calhou a floresta hercínia e a Beloveso o caminho para a Itália. À migração de Beloveso para o Vale do Pó, então dominado pelos etruscos, juntaram-se os bitúriges, arvernos, sénones, éduos, ambarros, carnutos e aulércios.
Os bitúriges eram, no início do século V, uma das principais tribos gaulesas, especialmente pela quantidade de druidas e influência política. Mas rapidamente declinaram, principalmente por que os druidas tornaram-se importantes alvos para Júlio César em sua campanha pela conquista da Gália. Além disto, os bitúriges foram os únicos cuja capital, Avárico, não foi queimada na tática de terra arrasada aplicada por Vercingetórix contra o avanço dos romanos, por ter sido considerada inexpugnável. Mas ela também acabou sendo conquistada pelos romanos.
Além de Avárico, Argentômago (moderna Argenton-sur-Creuse) era um importante ópido dos bitúriges.